# 系泊设备

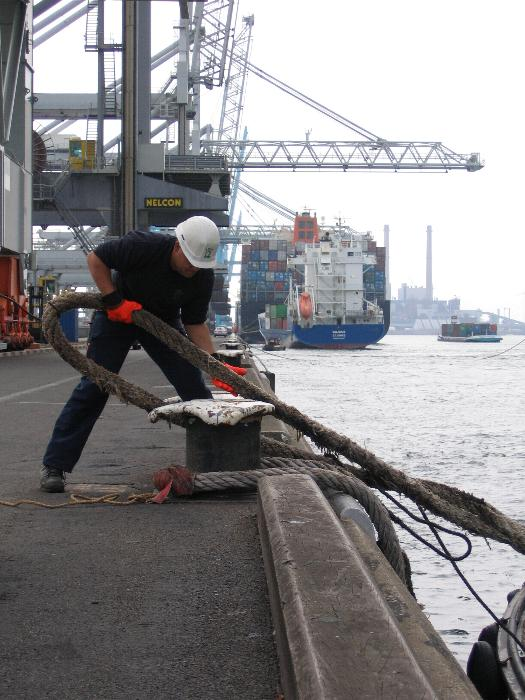
碼頭工人正將繫泊纜繩放置在繫船柱上

系泊设备是指可以固定船只的永久性設施，例如碼頭、棧橋、突堤碼頭、浮标均屬於系泊设备。人們将船舶固定在系泊设备後可以防止船舶在水面上來回移动。